# Bolitoglossa compacta
Bolitoglossa compacta е вид земноводно от семейство Plethodontidae. Видът е застрашен от изчезване.

## Разпространение
Разпространен е в Коста Рика и Панама.